# Tetratoma canadensis
Tetratoma canadensis là một loài bọ cánh cứng trong họ Tetratomidae. Loài này được Nikitsky & Chantal năm Nikitsky miêu tả khoa học đầu tiên năm 2004.